# Gustave Huberti
Gustave Huberti, né de parents wallons le 14 avril 1843 à Bruxelles et décédé le 28 juin 1910 à Schaerbeek, est un compositeur belge lié au mouvement flamand.

## Biographie

### 1843-1889
Il était le fils d'une musicienne et d'Édouard Huberti qui, avant de peindre, avait écrit de petites compositions théâtrales et symphoniques,.
À peine âgé de quinze ans, en 1858, il remporta quatre premiers prix aux concours : ceux de piano, d'orgue, de musique de chambre et d'harmonie. L'année suivante, il remporta celui de composition dans la classe du directeur François-Joseph Fétis ; déjà à l'âge de seize ans, Gustave Huberti obtint son diplôme au Conservatoire royal de Bruxelles,.
En 1863, il se présenta au grand concours de composition musicale et obtint le deuxième prix de Rome avec une partition écrite sur un poème français de Godefroid Kürth, intitulé Paul et Virginie. En 1865, il remporta le prix de Rome avec la cantate La fille de Jephté sur un poème français de Mme Strumann-Picard. La pension liée au prix lui permit de voyager trois ans à travers l'Allemagne, séjournant à Berlin, à Dresde et à Munich. Les œuvres qu'il y composa comprennent le cycle Wanderlieder (Chansons de voyage) sur la poésie de Johann Uhland, dédié à son ami Emiel Blauwaert, un chanteur renommé. Puis il alla en Italie, où il resta un an, travaillant sur une Histoire de la musique religieuse des Italiens et des Néerlandais (1873), par laquelle il contribua à la redécouverte de l'école franco-flamande.
De retour en Belgique, il fit connaissance avec Emanuel Hiel et, par l'intermédiaire de celui-ci, avec Peter Benoit et le mouvement en faveur d'une musique flamande. Huberti devint un adepte convaincu de la doctrine nationaliste de Benoit et il composa différentes œuvres sur des paroles (néerlandaises) de Hiel, comme l'oratorio Een laatste Zonnestraal (Un dernier rayon de soleil, de 1870), Bloemardinne, Willem van Oranjes dood (La Mort de Guillaume d'Orange ; une cantate, destinée à une cérémonie maçonnique à la mémoire de Joseph Gustave Ernest Allard, exécutée en 1878), Van Maerlantszang (Le chant de Van Maerlant pour chœur d'hommes), ainsi que plusieurs mélodies et scènes dramatiques pour chant solo et orchestre. Écrite en 1870, très peu de temps après la rentrée du jeune compositeur au pays, Een laatste Zonnestraal ne fut exécutée qu'en 1874, à Bruxelles, à la Grande Harmonie. L'oratorio forme une suite de tableaux qui n'ont d'autre lien entre eux que le rayon crépusculaire, qui éclaire de ses feux mourants les différents tableaux.
De 1871 à 1873, Huberti, comme collaborateur musical, exposa ses principes sur l'art nouveau de son époque dans un journal, La Discussion, dirigé par un groupe d'hommes politiques représentant le parti progressiste avancé parmi lesquels se trouvait Charles Buls.
Après avoir été directeur du conservatoire royal de Mons pendant quelques années (1874-1877), où il fut considéré comme trop flamingant, Huberti fut nommé inspecteur du chant dans les écoles communales d'Anvers, ville où il demeura neuf ans jusqu’en 1889. Fiat lux! (Verlichting, L'Illumination) fut conçue en 1884 pour l'inauguration d'un temple maçonnique et exécutée d'abord à Anvers, puis au conservatoire de Gand, et ensuite à Bruxelles. À Anvers, il dirigea le chœur Grisar et, à l'Exposition Universelle de 1885, il participa aux spectacles musicaux. Il y dirigea, entre autres, la deuxième symphonie d'Alexandre Borodine.
Les nouvelles écoles musicales l'intéressaient vivement ; Huberti avait assisté à Liège à des concerts de musique russe, et aussitôt il s'était mis en rapport avec les jeunes maîtres de cette école. Borodine vint à Anvers pour assister à l'exécution de sa symphonie, et une grande sympathie entre les deux artistes s'ensuivit.
Hubert avait rapporté d'Allemagne une admiration profonde pour les drames lyriques de Wagner. Lorsque Benoit ajouta à ses deux premiers oratorios un troisième (De Oorlog, La guerre), ce fut pour Huberti un nouveau motif pour démontrer la nécessité d'une évolution orientant l'art musical vers l'expression sincère de la nature et le caractère de la race : l'art wagnérien n'est puissant que parce qu'il est le miroir fidèle de la race et de l'idéal germaniques ; ses racines sont au cœur même du peuple. Ce fut aussi Huberti qui fit travailler Ernest van Dijck quand celui-ci débuta aux Concerts populaires à Anvers. Wagnérien dès le début, Huberti accompagna Blauwaert au piano à la Villa Wahnfried, au cours du festival de Bayreuth de 1889, dans les fragments de De oorlog (La guerre) de Benoit, ainsi que dans certaines chansons de son cru.
Dès 1886, il fut chargé des cours d'harmonie théorique au conservatoire de Bruxelles et treize ans après il remplaçait Joseph Dupont comme professeur d'harmonie écrite.

### 1890-1910
Vers cette époque, il écrivit des compositions pour enfants : parmi celles-ci, l'oratorio Kinderlust en -leed (Plaisirs et chagrins d'enfants), aussi sur un texte de Hiel, qui fut exécuté pour la première fois à Bruxelles, le 23 juillet 1890, dans une fête musicale organisée au théâtre de la Monnaie, par les enfants des écoles communales. Le succès de cette œuvre fut grand.
En dépit de ses racines francophones, Huberti fut considéré comme un compositeur flamand : ainsi, à la célébration du dixième anniversaire d'une société artistique et littéraire flamande de Bruxelles, De Distel, en 1891, on avait programmé, à part la musique de Wagner, des œuvres de compositeurs flamands tels que Tinel, Benoit, De Mol et Huberti.
En 1893, Huberti devint directeur de l'école de musique de Saint-Josse-ten-Noode, où il programma des œuvres de Benoit et de Blockx. Benoit était un ami personnel qui lui rendit régulièrement visite pour concevoir des projets ou pour organiser des concerts de musique flamande à Bruxelles.
Huberti fut nommé officier de l'ordre de Léopold II en 1906 et, depuis le 2 avril 1891, il faisait partie de la Classe des beaux-arts de l'Académie, qui l'avait élu d'emblée membre titulaire.
La commune de Schaerbeek a donné son nom à une rue.

## Quelques œuvres[18]

### Introduction
Les compositions de Huberti, qui comprennent des oratorios, des chansons, des œuvres chorales et symphoniques et des pièces pour piano, reflètent son ardente admiration de Schumann, de Berlioz et, en particulier, de Wagner.
Ses principales compositions orchestrales incluent le poème symphonique Hymne à la science (pour le 25e anniversaire de l'Université libre de Bruxelles), Triomffeest (Fête triomphale, pour orgue et orchestre), un concerto pour piano et la Symphonie funèbre, inspirée au musicien par la mort de son père, survenue en 1880, et écrite sous l'influence d'Hector Berlioz.
Parallèlement, Huberti écrivit également des critiques musicales pour divers périodiques.
Dans sa fonction de dirigeant des fêtes musicales de l'association des enseignants (Onderrichtsbond) d'une société artistique flamande (la Vlaamsche Kunstkring) et en tant que directeur de l'école de musique de Saint-Josse-ten-Noode, il se consacra à l'exécution d'œuvres de compositeurs flamands dans la vie des concerts à Bruxelles,.

### Œuvres chorales
- (nl) Een laatste zonnestraal (Un dernier rayon de soleil ; oratorio sur des paroles d'Emanuel Hiel), pour soprano, baryton, chœur et orchestre, 1874, vs (Bruxelles, ? 1880)
- (nl) Verlichting [Fiat lux] (L'Illumination), poème dramatique, pour voix solo, chœur, orgue et orchestre, 1884
- (nl) Kinderlust en –leed (Plaisirs et chagrins d'enfants, poème symphonique sur des paroles d'Emanuel Hiel), pour chœur d'enfants et orchestre (Leipzig, ? 1885)
- (nl) Bloemardinne, oratorio
- (nl) Willem van Oranje´s dood (La Mort de Guillaume d'Orange), oratorio
- (fr) Christine (Leconte de Lisle), mélodrame
- (nl) Inhuldigingscantate (Cantate inaugurale)
- (nl) Van Maerlants zang (Le chant de Van Maerlant), pour chœur et quatre voix d'hommes

### Autres œuvres vocales
- (fr + de + nl) Environ 80 chansons sur des paroles françaises, allemandes et néerlandaises (Bruxelles, s.d.)

### Œuvres orchestrales
- (fr) Symphonie funèbre (Bruxelles, 1909)
- (fr) Suite romantique
- (nl) In den Gaarde (Dans la cour)
- (nl) Triomffeest (Fête triomphale), pour orgue et orchestre
- (it) Andante et intermezzo, 4 fl, orchestre

### Autres
- De nombreuses œuvres pour piano et des exercices de solfège et d'harmonie
- (fr) Aperçu sur l'histoire de la musique religieuse des Italiens et des Néerlandais (Bruxelles, 1873)
- (fr) Impressions de voyage à Bayreuth (MS, 1875-1876, B-Br)
- (fr) Fragment dans À Bayreuth, Le précurseur (8-18 août 1876)

### Sources
- (en + nl) Dewilde, Jan, Huberti, Gustave, biographie sur le site web du Studiecentrum voor Muziek Vlaamse vzw (Centre d'études de la musique flamande, asbl)
- (en) Peire, Patrick, et Beelaert, Sylvester, Huberti, Gustave (Léon), dans : Stanley Sadie, John Tyrrell (éd.), The New Grove Dictionary of Music and Musicians, vol. 11, (Grove, 2001)
- (fr) Solvay, Lucien, Notice sur Gustave Huberti, Hayez/Académie royale de Belgique, Bruxelles, 1919,
- (nl) Willaert, Hendrik, et Dewilde, Jan, 150 jaar muziekleven en Vlaamse Beweging. "Het lied in ziel en mond", Éd. Lannoo, Tielt, 1987  (ISBN 90 209 1424 3), p. 47